# Bisdom Caltanissetta
Het bisdom Caltanissetta (Latijn: Dioecesis Calatanisiadensis; Italiaans: Diocesi di Caltanissetta) is een in Italië gelegen rooms-katholiek bisdom met zetel in de stad Caltanissetta in de gelijknamige provincie op het eiland Sicilië. Het bisdom behoort tot de kerkprovincie Agrigento en is, samen met het bisdom Piazza Armerina, suffragaan aan het aartsbisdom Agrigento.

## Geschiedenis
Het bisdom werd opgericht op 25 mei 1844. Het gebied behoorde daarvoor toe aan het bisdom Agrigento. Caltanissetta was in eerste instantie suffragaan aan het aartsbisdom Monreale. Toen de kerkprovincie Monreale op 2 december 2000 werd opgeheven, werd Caltanissetta suffragaan aan het tot aartsbisdom verheven Agrigento.

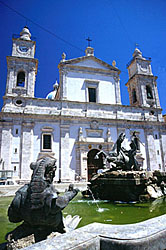
Kathedraal van Caltanissetta
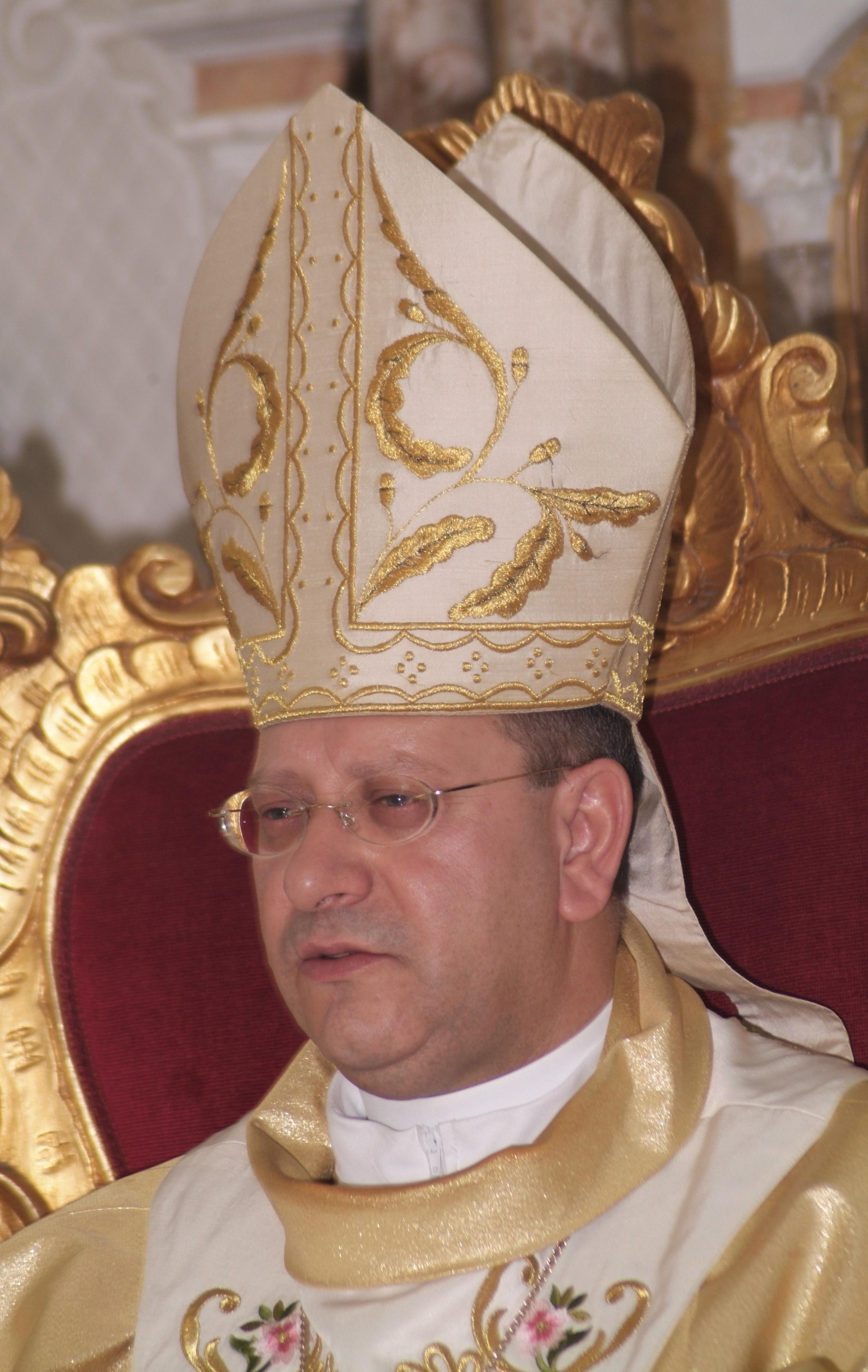
Bisschop Mario Russotto